# Prise de Bougie (1833)
 (septembre 2014).
Conquête de l'Algérie par la France
La prise de Bougie (Béjaïa) est une bataille de 1833 qui oppose les troupes françaises et la tribu kabyle des Mézzaïa dans le cadre de la Campagne d'Algérie (1830-1847). 
Bougie, passée sous le contrôle de la tribu des Mézzaïa après la chute du dey d'Alger, connaît plusieurs incidents avec des navires français et anglais. En 1831, deux expéditions visant à lui imposer comme caïd un dénommé Mourad, puis un certain Bou Setta, sont mises en échec. Une nouvelle expédition aboutit en 1833 à la prise de la ville, après une résistance intense de ses habitants. Cependant les Français ne parviennent pas à en conquérir les alentours.

## Déroulement

### 29 septembre 1833
L'expédition de Bougie, organisée à Toulon, est partie le 22 septembre 1833 du port sous les ordres du général Camille Alphonse Trézel et du capitaine de frégate de Perseval, commandant de la flottille. Elle arrive le 29 septembre 1833, à la pointe du jour sur la rade de Bougie.
Le défaut du vent et la nécessité de sonder les fonds pour avancer donnent le temps aux habitants de la ville qui occupent les forts et aux Kabyles des environs, de se préparer à la résistance. Les cinq forts tirent presque en même temps sur la flottille mais le feu des bâtiments français éteint presque entièrement celui des forts.
À dix heures, les troupes sont débarquées sur le rivage : à leur approche, un feu de mousqueterie atteint les premières chaloupes et plusieurs militaires sont grièvement blessés. La troupe se dirige sur le fort Sidi Abdelkader (marabout) construit durant l'occupation espagnole sur des structures médiévales (Hammadites). le général Trézel suivant immédiatement les premières chaloupes, pour diriger les colonnes. En touchant terre, il trouve les troupes déjà lancées par leurs officiers vers une hauteur. 
Le capitaine Lamoricière est déjà engagé, dans les sinuosités qui conduisent à la Casbah et au fort Moussa. Le général Trézel monte vers ce dernier fort qui domine toute la ville et dont la possession est extrêmement urgente, avec les premières troupes qui débarquent après lui. Au moment où il y parvient, les capitaines Lamoricière et Saint Germain s'en sont déjà emparés. Le soir, on compte une vingtaine de tués et environ 50 blessés.

### 30 septembre 1833
À la pointe du jour, le général Trézel visite les postes de la partie gauche, inquiétés par les Kabyles embusqués dans quelques groupes de maisons, il les fait renforcer par une pièce d'artillerie du fort Moussa. Cette pièce, escortée par une compagnie d'infanterie, est arrêtée un moment par le feu des Kabyles mais le capitaine Gibert, avec une partie de sa compagnie, met ses ennemis en fuite. 
Des chaloupes sont employées à balayer la côte ouest, par laquelle arrivent continuellement des combattants kabyles qui ont établi un camp près d'une tour en pierre à une demi-lieue de la ville.
Durant"  la première semaine ,trois tribus  s opposèrent a nous...les tribus de la banlieue de Bougie que sont  mezzaias swahel a l ouest...les beni bou messaoud  au centre  et les beni mimoun  swahel a l 'est  "..ce furent les trois tribus les plus redoutables que nous ayons eu  a combattre... (d'après Édouard LAPENE, 26 mois à Bougie et Charles FERRAUD, Histoire de Bougie).

### 1eroctobre 1833
Dans la matinée, les Kabyles attaquent les parties faibles des positions françaises. Le général Trézel rend sur le champ et ordonne de faire sortir du fort Moussa une colonne qui prend l'ennemi à revers. Une deuxième colonne se poste vers la tête du grand ravin qui coupe la ville en deux.
Le capitaine Lamoricière parvient à s'emparer, avec ses deux compagnies, d'un marabout situé à la tête du ravin malgré le feu de l'artillerie de la Casbah, du fort Moussa et d'une batterie de deux obusiers de montagne.
Les pertes kabyles (huit tribus : Mézzaïa, Toudja, Ait-lsmaël, Kebouch, Ouled-Amzalis, Fénnaïa, Bakorn) sont d'environ 200 morts et au moins autant de blessés. La marine française a combattu avec ses troupes terrestres qui ont perdu six hommes. 43 soldats ont été blessés durant ce combat. Le général Trézel a été atteint assez légèrement d'une balle à la jambe.

### 2 octobre 1833
Les Kabyles conservent leur position près de la tour en pierre, à demi-lieue de la ville. Le colonel Petit d'Auterive s'établit dans la nuit, secondé pâr le capitaine Gentil avec ses troupes, dans les ruines de l'ancienne enceinte de la place. Le capitaine de Lamoricière fait exécuter par un détachement de sapeurs, les ouvrages nécessaires à la défense. Dès le matin, les troupes françaises sont à couvert et leurs ennemis ne peuvent plus franchir les ruines.
Les Kabyles, entre 1500 et 2000 ne reviennent pas en aussi grand nombre ni avec la même fureur que la veille et se bornent à entretenir un feu de mousqueterie des points où ils se trouvent encore en sûret, et d'où ils découvrent les batteries et les postes français. 
Vers sept heures du matin, les Kabyles tirent quelques coups de canon depuis la batterie Borje-el-Hommar, située au nord-est et à l'extrémité de la ville avant d'en être délogés. Le général Trézel envoie une vingtaine de marins achever d'enclouer ou de jeter en bas les deux pièces restées sur ce point. 
Le capitaine de Lamoricière et le lieutenant du génie Mangin poussent les ouvrages de défense du côté de l'ouest. Dès lors tout espoir de rentrer à Bougie est enlevé aux Kabyles qui tenaient la ville sous leur domination. La conquête de ce point important (débouché de commerce intermédiaire entre Bône et Alger et meilleur mouillage de la côte d'Afrique) est réalisée par les troupes françaises.
Le capitaine de frégate de Parseval, commandant la marine de l'expédition, a contribué à ce succès par ses dispositions et par la coopération de tous ses bâtiments et de leurs équipages. Dubourdieu sur le Cygne se distingue durant l’opération.

## Sources
- Achille Fillias, Histoire de la conquête et de la colonisation de l'Algérie, 1830-1860, Université d'Oxford, 1860
- Louis Salvator de Habsbourg (trad. de l'allemand), Bougie : La perle de l'Afrique du Nord, Paris/Montréal (Québec), L’Harmattan, 2000 (1re éd. 1899), 158 p. (ISBN 2-7384-8455-7)